# Windmühlen auf Mallorca
Windmühlen auf Mallorca haben eine lange Tradition. In der Vergangenheit galten sie als ein wichtiger Bestandteil der mallorquinischen Landwirtschaft und kennzeichnen noch heute das Landschaftsbild der spanischen Balearen-Insel.
Mit Ausnahme der griechischen Mittelmeerinsel Kreta befinden sich weltweit nirgendwo so viele Windmühlen auf einer Fläche wie auf Mallorca. Ihre Verbreitung auf der Insel ist jedoch recht unterschiedlich. Viele der Mühlen weisen einen Zustand des Verfalls auf, einige, meist das Ortsbild prägende, wurden restauriert.

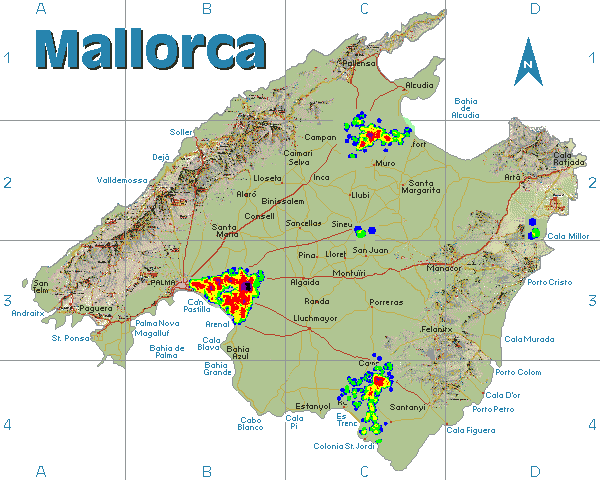
Verbreitungdichte der Windmühlen zur Wasserförderung
Rot: Hohe Verbreitung / Blau: Vereinzelte Standorte

## Geschichte
Der Ursprung der mallorquinischen Windmühlen ist umstritten. Die Perser sollen bereits im 7. Jahrhundert Windmühlen entwickelt und im Mittelmeerraum verbreitet haben. Danach übernahmen die Araber die praktische Bauweise dieser Mühlenart und brachten sie im Zuge der Expansion des Islam Richtung Westen auf die Iberische Halbinsel. Es wird angenommen, dass auch auf Mallorca schon vor der christlichen Eroberung der Insel im Jahre 1229 Windmühlen gestanden haben.

Bezirk El Molinar um 1890

Erste Belege für Getreidemühlen auf Mallorca stammen aus dem 14. Jahrhundert. Allein im Bezirk El Molinar gab es mehr als 50 Mühlen. Ihre Blütezeit erlebten die Windmühlen, in denen Olivenöl gepresst und Getreide gemahlen wurde, im 17. und 18. Jahrhundert. El Molinar ist heute noch als Fischerdorf vor den Toren Palmas bekannt. Einst stand hier eine lange Reihe von Mühlen, die diesem Dorf ihren Namen gaben.
Damals gab es rund 1.000 dieser Mühlen, verstreut über die gesamte Insel. Die meisten der erhaltenen Exemplare stammen jedoch aus dem 19. Jahrhundert und dienten als Windpumpe dazu, Grundwasser zu Tage fördern um die Felder zu bewässern.

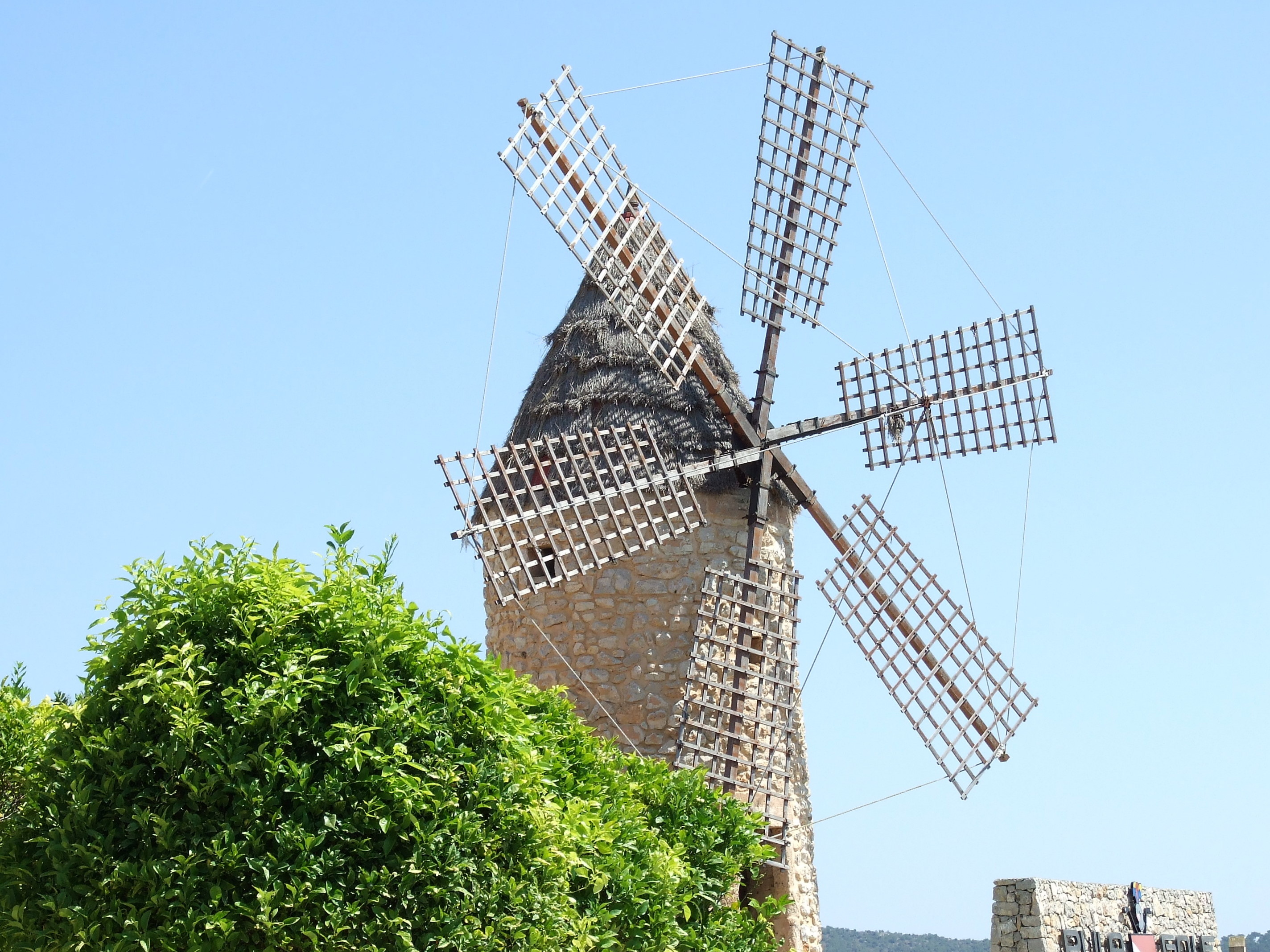
Windmühle bei Son Servera

Die älteste Wassermühle wurde 1845 erbaut und steht heute noch in der Ebene von Sant Jordi in der Nähe des Flughafens von Palma. Auch in Sa Pobla, Muro und Campos sind noch gut erhaltenen Mühlen zu finden. Obwohl die Windmühlen ihre ursprüngliche Bedeutung für die Landwirtschaft verloren haben, sind sie ein fester Bestandteil des Kulturgutes der Balearen-Insel. Rund 3.300 dieser Bauwerke befinden sich noch auf Mallorca.
Die Windmühlen prägen bis heute das Landschaftsbild der Ebenen der Insel. Charles William Wood, Mitglied der Royal Geographical Society, beschrieb die mallorquinischen Windmühlen 1888 in seinen „Briefen von Mallorca“ wie folgt: „Die seltsamen Windmühlen von Mallorca... sie haben sechs Flügel anstatt vier, was sie eigenartig und unvertraut aussehen lässt.“ Und weiter: „Dazu gleichen die Segel mit ihren Seilen und Tauen der komplizierten und verwickelten Takelage eines Schiffes.“
Von den rund 2.500 Wasserfördermühlen ist heute nur noch ein Bruchteil in Gebrauch. Die Flügel der älteren Getreide- und Salzmühlen, die bis ins 20. Jahrhundert hinein genutzt wurden, stehen bis auf ein Exemplar gänzlich still.

## Funktion

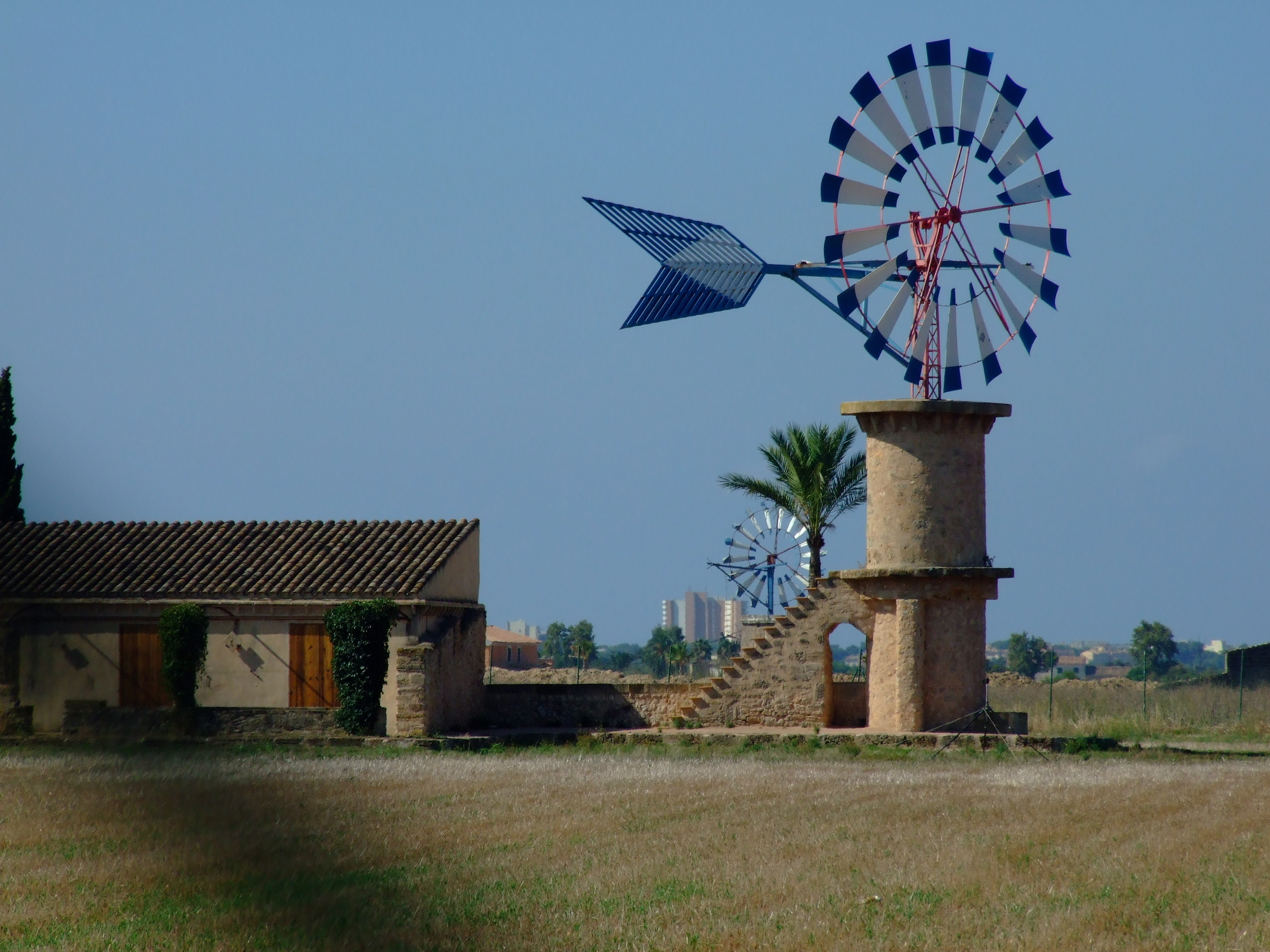
Windmühle am Flughafen Palma

Bei der für Windmühlen genutzten Energie handelt es sich um die kinetische Energie bewegter Luftmassen in der Erdatmosphäre, die durch Luftdruckgegensätze infolge von Temperaturschwankungen und Erdrotation entstehen. Dies wird manchmal auch Wind genannt. Sie ist damit auch eine indirekte Form der Sonnenenergie und zählt zu den erneuerbaren Energien. Die Windenergie-Nutzung durch eine Windmühle ist eine der ältesten Formen, Energie aus der Umwelt zu schöpfen, und war bereits im Altertum weit verbreitet.
Technisch gesehen ist eine Windmühle eine Vorrichtung, die die im Wind enthaltene kinetische Energie als mechanische Kraft nutzbar macht. Dazu entnehmen Windmühlen mit ihren Flügeln aus dem Wind die Energie und wandeln diese in Rotationsenergie um. Hierfür müssen die Flügel so in den Wind gedreht werden, dass dieser von vorn auf die Flügel trifft und sie in Bewegung versetzt werden. Die auf diesem Weg gewonnene Rotationsenergie wird über eine Flügelwelle in das Mühlengebäude geführt.

## Standorte auf Mallorca
| Gemeindegebiet:      | Wasserpumpen* | Getreidemühlen* | Anzahl je Standort |
| Alaró                | 3             | 3               | 6                  |
| Alcúdia              | 8             | 11              | 19                 |
| Algaida              | 13            | 24              | 37                 |
| Andratx              | 4             | 15              | 19                 |
| Ariany               | 1             | 6               | 7                  |
| Artà                 | 2             | 23              | 25                 |
| Binissalem           | 2             | 7               | 9                  |
| Búger                | 10            | 10              | 20                 |
| Calvià               | 6             | 6               | 12                 |
| Campanet             | 8             | 7               | 15                 |
| Campos               | 629           | 31              | 660                |
| Capdepera            | 3             | 19              | 22                 |
| Consell              | 0             | 2               | 2                  |
| Costitx              | 0             | 5               | 5                  |
| Esporles             | 0             | 1               | 1                  |
| Felanitx             | 5             | 76              | 81                 |
| Inca                 | 2             | 13              | 15                 |
| Lloret de Vistalegre | 2             | 6               | 8                  |
| Lloseta              | 1             | 1               | 2                  |
| Llubí                | 3             | 9               | 12                 |
| Llucmajor            | 21            | 85              | 106                |
| Manacor              | 10            | 58              | 68                 |
| Maria de la Salut    | 0             | 6               | 6                  |
| Marratxí             | 16            | 9               | 25                 |
| Montuïri             | 3             | 24              | 27                 |
| Muro                 | 183           | 10              | 193                |
| Palma                | 1.112         | 72              | 1.184              |
| Petra                | 4             | 20              | 24                 |
| Pollença             | 1             | 5               | 6                  |
| Porreres             | 3             | 40              | 43                 |
| Puigpunyent          | 1             | 5               | 6                  |
| Sa Pobla             | 298           | 13              | 311                |
| Sant Joan            | 2             | 14              | 16                 |
| Sant Llorenç         | 10            | 20              | 30                 |
| Santa Eugènia        | 0             | 5               | 5                  |
| Santa Margalida      | 6             | 19              | 25                 |
| Santa Maria          | 7             | 7               | 14                 |
| Santanyí             | 10            | 38              | 48                 |
| Selva                | 2             | 5               | 7                  |
| Sencelles            | 9             | 11              | 20                 |
| Ses Salines          | 92            | 7               | 99                 |
| Sineu                | 5             | 19              | 24                 |
| Sóller               | 0             | 1               | 1                  |
| Son Servera          | 12            | 16              | 28                 |
| Valldemosa           | 0             | 5               | 5                  |
| Vilafranca de Bonany | 3             | 7               | 10                 |
| Anzahl:              | 2.512         | 796             | 3.308 Total        |

* Stand 2003 Quelle: FODESMA

## Windmühlentypen nach Bauart

### Getreide-Mühlen

#### Mehl-Mühle A
(spanische Bezeichnung: Typo Molino Harinero – Torre Ancha) – Windmühle mit breitem Rundturm, errichtet aus Marès-Kalkstein und Feldsteinen.

Erbaut: im 14. und 15. Jahrhundert

Verwendung: Getreide-, Salzmühle

Verbreitungsgebiet: Ganz Mallorca

Molino Harinero - Torre Ancha
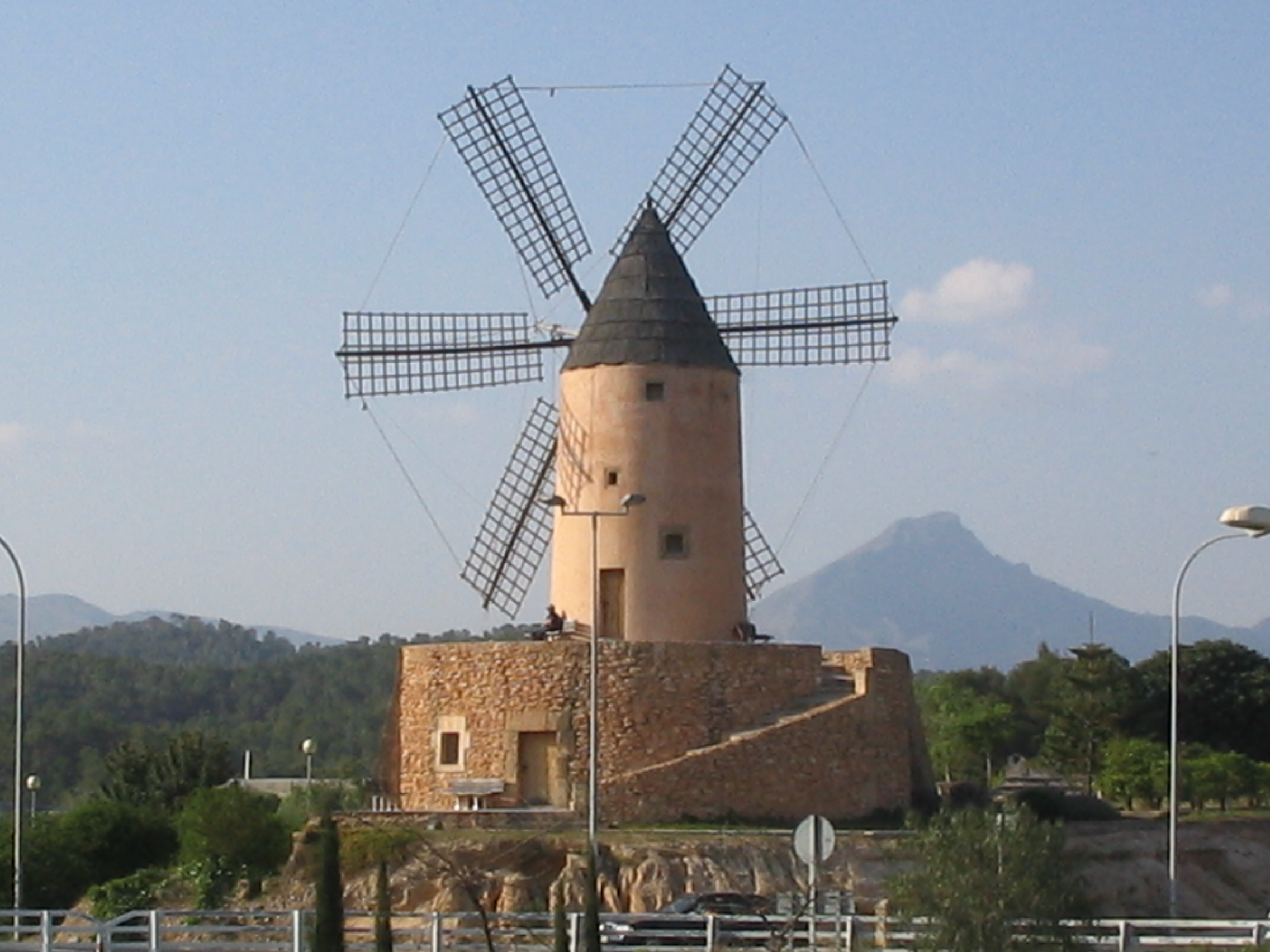
Windmühle an der Autobahn bei Santa Ponça

#### Mehl-Mühle B
(spanische Bezeichnung: Typo Molino Harinero – Velas Latinas) – Windmühle mit lateinischer Takelage (Segelstangenflügel)

- Erbaut: im 18. Jahrhundert
- Verwendung: Getreide
- Verbreitungsgebiet: Gemeindegebiet von Selva

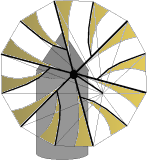
Molino Harinero - Velas Latinas

#### Mehl-Mühle C
(spanische Bezeichnung: Typo Molino Harinero – Torre Estrecha) – Mehl-Mühle mit schlank gebautem Rundturm

- Erbaut: im 19. Jahrhundert
- Verwendung: Getreide und Salz
- Verbreitungsgebiet: im Besonderen Ses Salines und gesamte Insel Mallorca

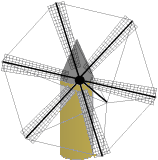
Molino Harinero - Torre Estrecha
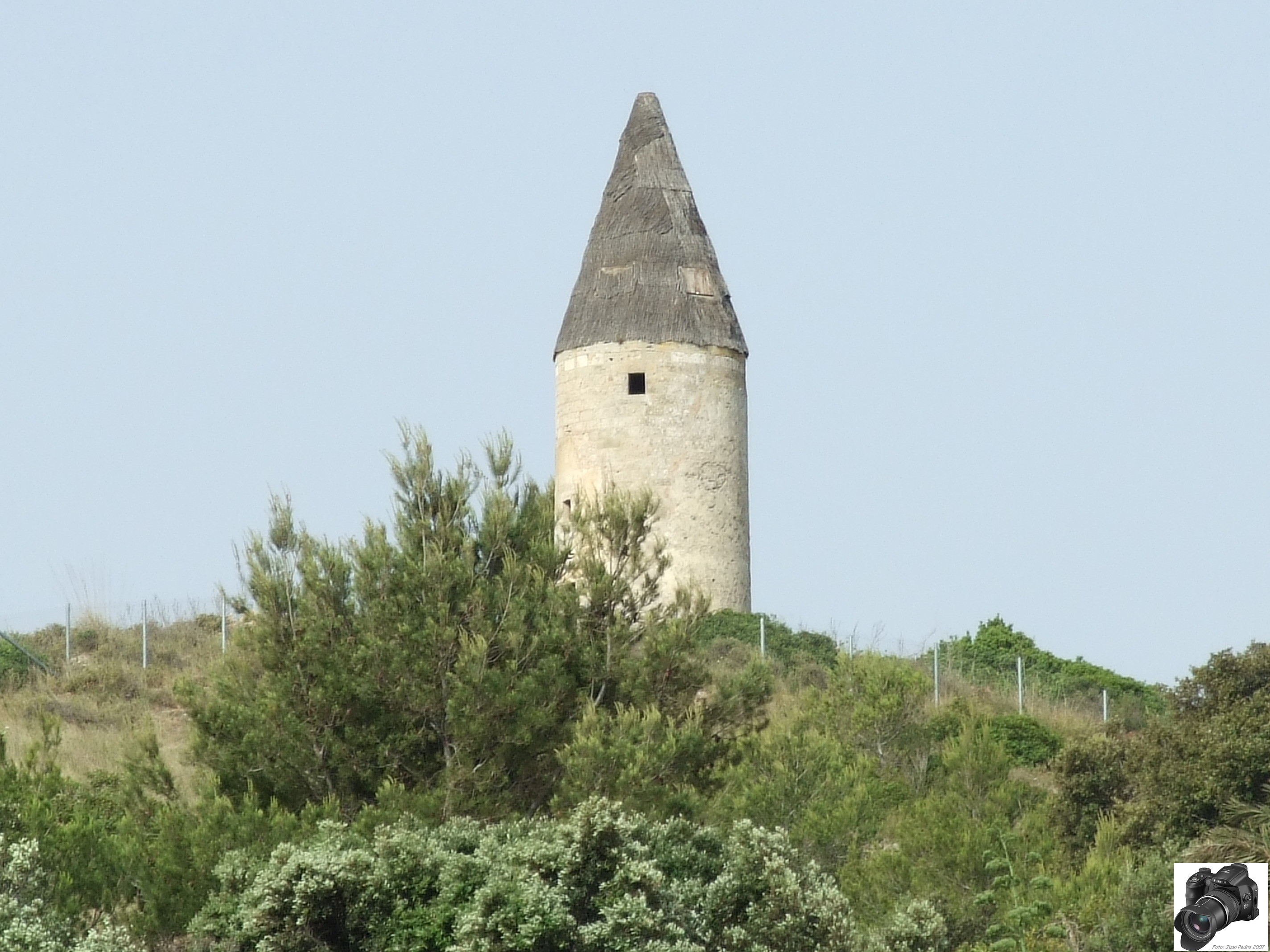
Am Ortsrand von Son Servera

### Windmühlen zur Wasserförderung

#### Pump-Mühle A
(spanische Bezeichnung: Extractor de Agua Antiguo) – Pump-Mühle mit lateinischer Takelage, schlanker Rundturm aus Marès und Feldsteinen

- Erbaut: 1847
- Verwendung: Wasserförderung, Trockenlegung der Sumpfgebiete
- Verbreitungsgebiet: Pla de Sant Jordi (Nähe Airport Palma de Mallorca)

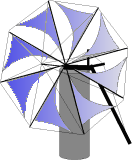
Extractor de Agua Antiguo
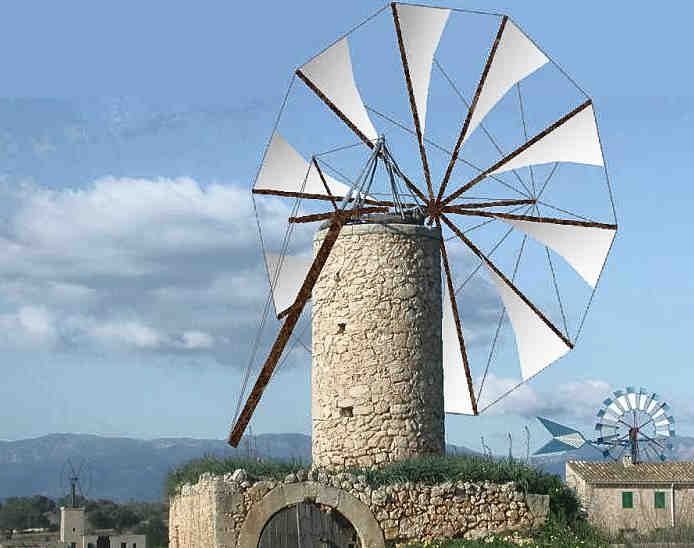
Windmühle bei Sant Jordi (mit lateinischer Takelage)

#### Pump-Mühle B
(spanischen Bezeichnung: Molino de Ramell) – Mühle mit Holzflügellamellen, die Erscheinungsform – ram de flors („Blumenstrauß“) – gab dieser Bauart den Namen, Rundturm oder auch quadratische Bauweise aus Marès und Feldsteinen

- Erbaut: 1854 von Damián Reixach
- Verwendung: Wasserpumpe, Grundwasserförderung
- Verbreitungsgebiet: Palma, St. Jordi, Campos und Ses Salines

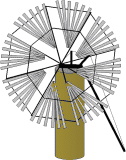
Molino de Ramell
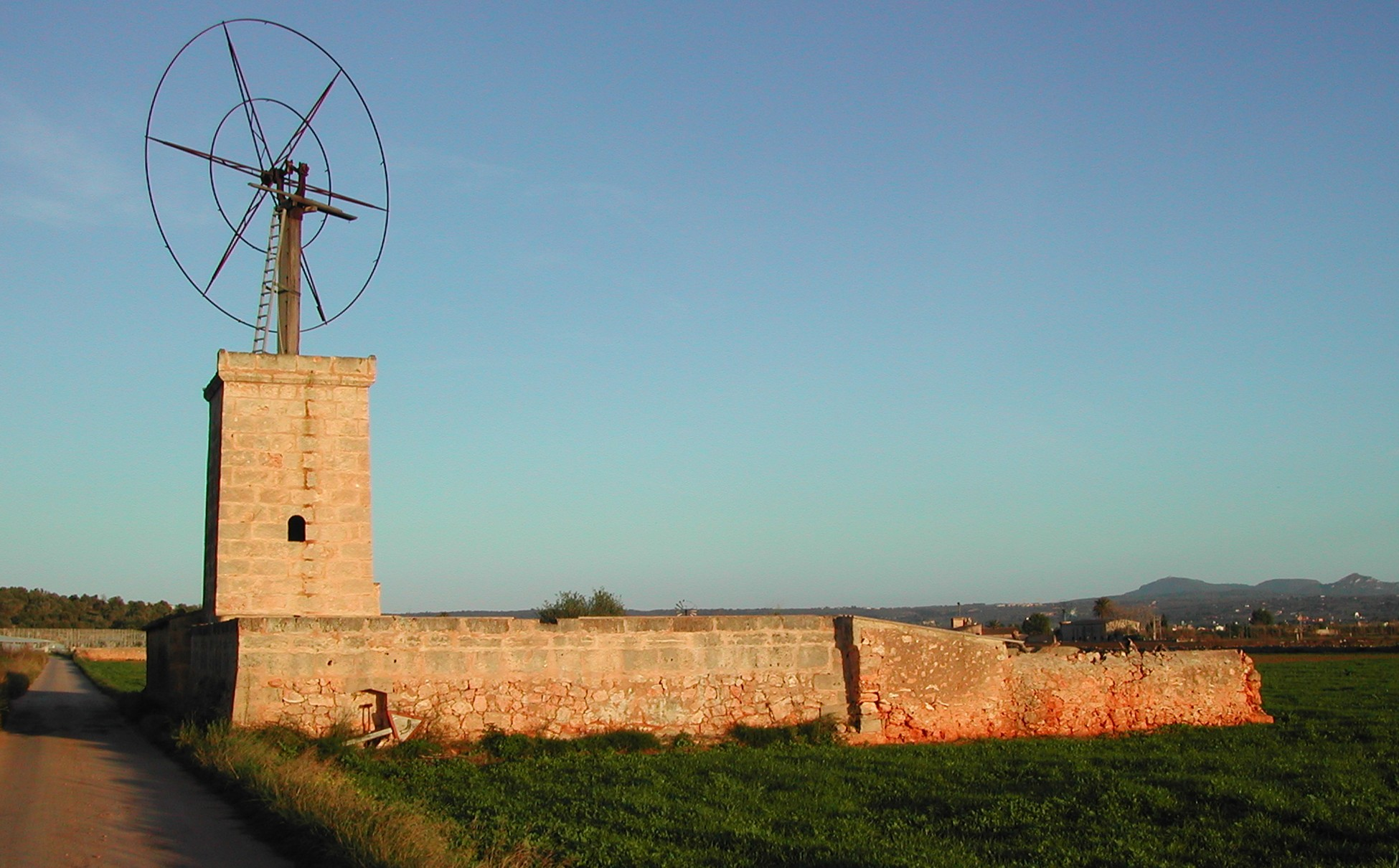
Molino de Ramell bei sa Casa Blanca (Palma)

#### Pump-Mühle B1
(spanischen Bezeichnung: Molino de Ramell Grande) – Mühle mit Holzflügellamellen, die Erscheinungsform – ram de flors („Blumenstrauß“) – gab auch dieser Bauart den Namen, wobei der Blumenstrauß viel üppiger ausfiel als bei der Version B und somit auch bei Schwachwind gute Förderleistung brachte. Zusätzlich wurde diese Variante auch mit einer Windsteuerung gebaut. Rundturm oder auch quadratische Bauweise aus Marés und Feldsteinen

- Erbaut: um 1880
- Verwendung: Wasserpumpe, Grundwasserförderung
- Verbreitungsgebiet: Hauptsächlich Palma, Muro, Sa Pobla und Campos

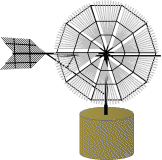
Molino de Ramell Grande
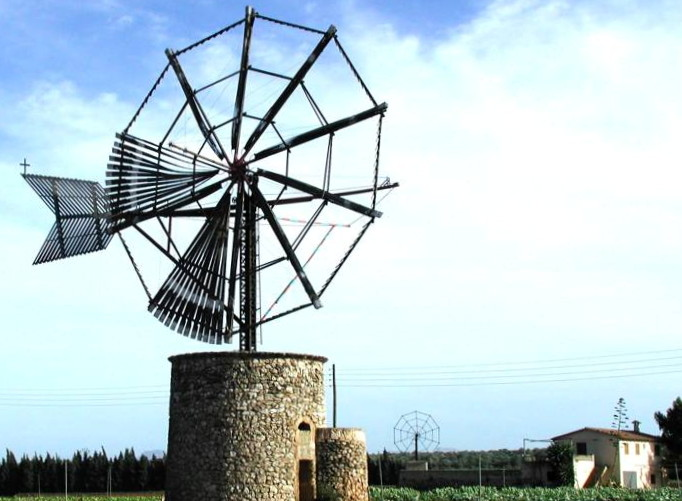
Molino de Ramell Grande Gemeindegebiet von Sa Pobla

#### Pump-Mühle C
Spanische Bezeichnung: Molino de Ferro (Ferro = Hierro in Catalán) – Laufrad Eisenkonstruktion mit Blechflügel, Turm quadratische Bauweise aus Marèsblöcken.
Fast ein Symbol sind die Windräder des 20. Jahrhunderts in der Ebene um den Flughafen von Palma, die vorwiegend zur Bewässerung der Felder und zur Trockenlegung des Sumpfgebietes eingesetzt wurden. Sie haben meist eine horizontale Achse und bis zu 18 einfachst gebogene Blechflügel. Der Rotor wird über eine Windfahne der sich ändernden Windrichtung nachgeführt. Die Drehbewegung wird in eine Auf- und Abbewegung einer Pumpkolbenstange umgewandelt. Auf diese Weise ist es möglich Wasser aus bis zu 35 m Tiefe zur Oberfläche zu pumpen.
Die Leistungen der Räder betrug 1 – 25 kW. Durch die Vielzahl der Blätter liefen die Anlagen auch bei geringen Windstärken. Allerdings dreht sich der Rotor relativ langsam. Die Rotationsgeschwindigkeit der Blattspitzen entsprach ungefähr der Windgeschwindigkeit.
- Erbaut: ab 1934 in Anlehnung an die amerikanische Konstruktion der Molino Americano siehe Sonderformen
- Verwendung: Wasserpumpe, Grundwasserförderung, Bewässerung von Landwirtschafts Flächen
- Verbreitungsgebiet: ganz Mallorca

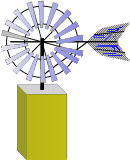
Molino de Ferro
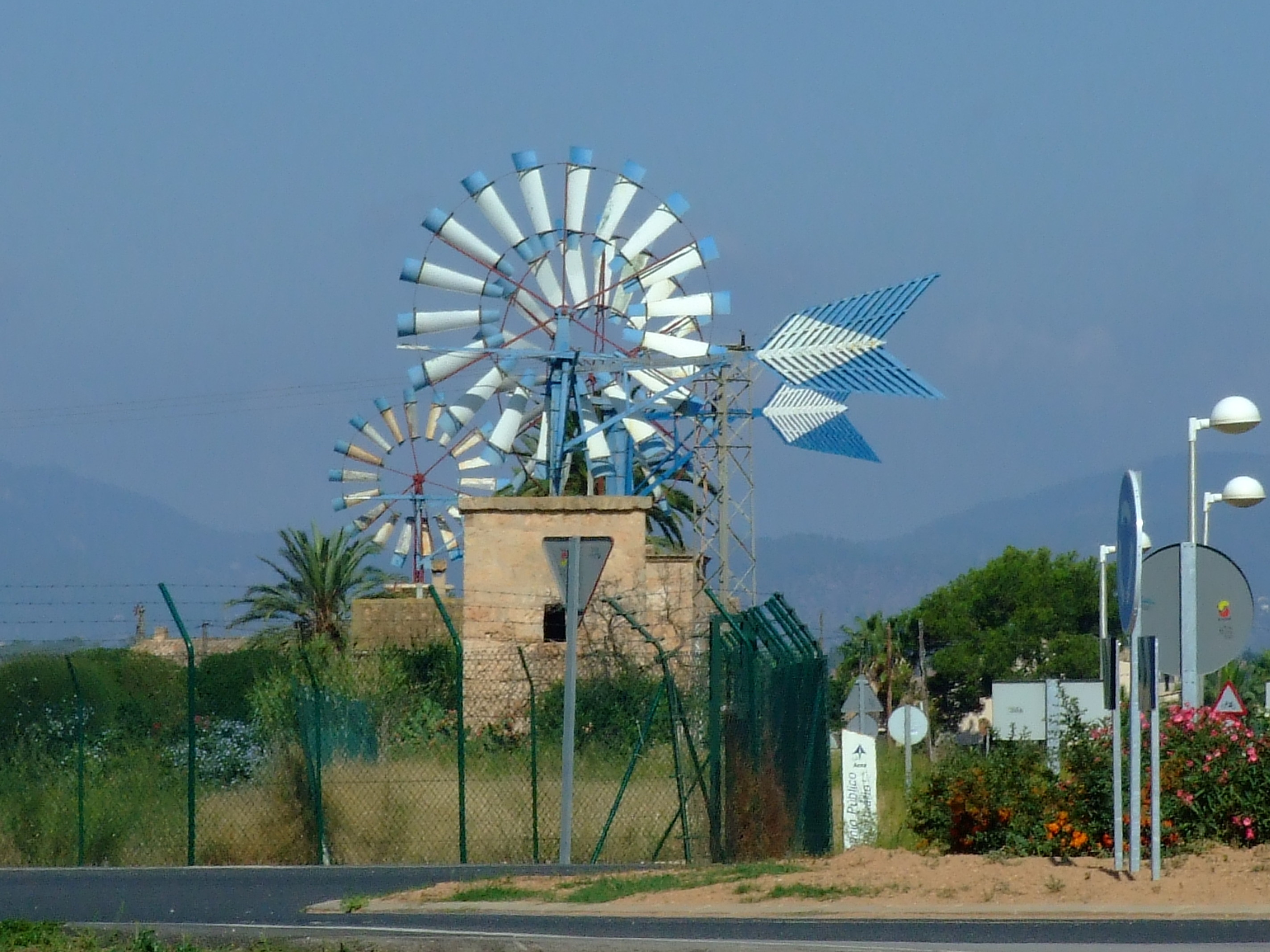
Molino de Ferro Flughafen Palma

### Sonderformen
Bei den Windrädern zur Wasserförderung nach amerikanischer Bauart (spanische Bezeichnung: Aerobombas Estilo Americano) auf Gittermastkonstruktionen bewegt sich in der Mitte des Mastes die Hubstange zur Förderpumpe. Die Pumpen arbeiteten meist auch nach dem Plungerpumpen-Prinzip.
Das amerikanische Windrad, zu Beginn des zwanzigsten Jahrhunderts in den Vereinigten Staaten von Amerika auf Farmen millionenfach verbreitet, befindet sich in kleineren Anlagen. Sie besitzen eine unterschiedliche Anzahl von Flügeln und eine automatische Bremsregelung, die bei starkem Wind das Rad aus der Strömung dreht.
- Erbaut: ab 1920 (Importmühlen aus USA und Festland Spanien)
- Verwendung: Wasserförderung Tiefbrunnen / Grundwasser (spanischer Verwendungsname: Extracción de Agua)
- Verbreitungsgebiet: Original erste Versionen Nähe Palma. weitere moderne Windräder später auf ganz Mallorca

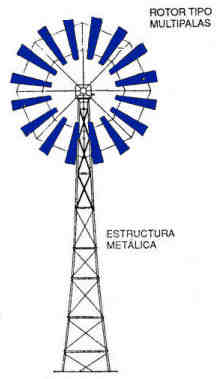
Aerobombas Estilo Americano

## Erhaltung
Im Jahre 1993 gründete die Balearen-Regierung die Schule FODESMA. Ziel ist es, junge Leute im Bau und Restauration in der Tradition des Windmühlenbaus auszubilden. FODESMA hat in den Hallen des alten Flugplatzes Son Bonet ihre Werkstätten eingerichtet und seit Gründung wurden bereits 73 Windmühlen überholt und wieder in Funktion gebracht.